# Répcelak
Répcelak je mesto na Madžarskem, ki upravno spada v Sárvársko okrožje Železne županije.